# 엘곤산
엘곤산(영어: Mount Elgon)은 케냐와 우간다의 국경에 위치한 높이 4,321m의 화산이다. 일본의 후지산이나 멕시코의 포포카테페틀산처럼 완전한 모양의 화산추는 아니지만, 규모에 있어서는 세계적으로 손꼽히는 화산이다. 케냐 쪽 경사면에는 코끼리, 일런드영양 등 많은 종류의 야생동물이 번식하고 있어 국립 공원으로 지정되어 있다.

## 참고 문헌
- 이 문서에는 다음커뮤니케이션(현 카카오)에서 GFDL 또는 CC-SA 라이선스로 배포한 글로벌 세계대백과사전의 내용을 기초로 작성된 글이 포함되어 있습니다.